# 在英中国総領事館前抗議デモ

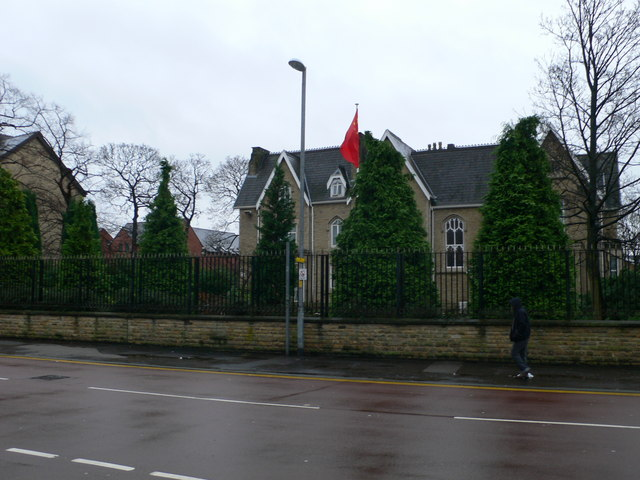
在英中国総領事館

在英中国総領事館前抗議デモ（ざいえいちゅうごくそうりょうじかんまえこうぎデモ）は、2022年10月16日、イギリスのマンチェスターの在英中国総領事館前で行われた、香港民主派による中華人民共和国に対する平和的な抗議デモ。このデモに際し、中国共産党に属する中国総領事館の関係者複数名が、参加者の1人に対して暴行を加える事件が起こった。暴行事件は、イギリス外務省が中国の臨時代理大使を召喚するという事態に発展した。

## 概要
2022年10月16日、北京市で中国共産党第二十回全国代表大会（中国共産党大会）が開幕した。それに抗議する人々が在英中国総領事館前に集まった。参加者は、30～40人で香港民主派と報じられている。
デモの最中に総領事館の中から複数の男性が現れ、抗議参加者の男性1人を館の敷地内に連れ込んだ。総領事館員たちは、連れ込んだ男性を取り囲んで集団的に暴力をふるい、男性は目や頭、頸部そして背中全体に怪我を負い入院が必要となった。地元警察は暴行を受けた男性を領事館の敷地より救出し、その後、「男性が敷地内に引きずり込まれた」と発表した。また、今回の事件にはマンチェスター総領事の鄭曦原の関与が指摘されている。
暴行を受けた人物は、香港からイギリスへの移住者で30代の男性であった。彼は、総領事館の職員が自分を「総領事館の館内に引きずり込んで殴打した」ことを証言している。

## 反応

### イギリス
10月18日、イギリス外務省（ジェームズ・クレバリー外相）は中国の臨時代理大使（楊暁光公使）を召喚し、今回の事件の説明と、駐英の外交官及び領事館員が平和的に抗議する権利並びにイギリスの法を尊重することを求めた。また、「事件に深刻な懸念」を表明した。
イギリス下院議員で保守党所属のアリシア・カーンズは、議会で「中国の総領事がポスターや平和的な抗議を破り捨てたのを私たちは目にした」「デモ参加者を殴り、言論の自由を封じ、抗議活動を何度となく不許可にする中国共産党のやり方を、イギリスに持ち込ませることは許容できない」などと発言した。労働党所属の下院議員アフザル・カーンは「平和な抗議活動を握りつぶすなど、イギリスで許されてはならない」と述べ、保守党元党首のイアン・ダンカン・スミスは「総領事および懲罰的殴打や破壊行為に加担したいかなる人物も」イギリスから追放するよう求めた。

### 中華人民共和国
中華人民共和国外交部の副報道局長汪文斌は、イギリス外務省の懸念や国会議員の抗議を無視し、この事件は「不穏分子」が「領事館に不法侵入した」ものだと主張した。さらに「総領事館の安全と尊厳は侵害されてはならない」として、イギリス当局に対し総領事館とそのスタッフの安全確保の強化を要求した。

### 香港
香港行政長官の李家超は、「地元政府が領事関係に関するウィーン条約と地元の法律に基づいて対処する」だろうとした。しかし、事件そのものについては「全容が分からず、これ以上はコメントしない」と述べた。